# Чемпионат Европы по лёгкой атлетике среди юниоров 1970
Первый в истории чемпионат Европы по лёгкой атлетике среди юниоров проходил с 11 по 13 сентября 1970 года на стадионе «Ив дю Мануар» в Коломбе, пригороде Парижа, столицы Франции. Турнир был преобразован из Европейских юниорских легкоатлетических игр, трижды проходивших в 1964—1968 годах. При этом формат чемпионата не претерпел существенных изменений. Неизменными остались как возрастные ограничения, так и количество участников от страны на один вид.
В соревнованиях, согласно правилам, могли принимать участие юниоры 1951 года рождения и моложе, юниорки — 1952 года рождения и моложе.

## Результаты
Сокращения: WJR — мировой рекорд среди юниоров | EJR — рекорд Европы среди юниоров | NR — национальный рекорд | NJR — национальный рекорд среди юниоров | CR — рекорд чемпионата

Курсивом выделены участники, выступавшие за эстафетные команды только в предварительных забегах

### Юниоры
| Дисциплина                                                     | Золото                                                                           | Золото             | Серебро                                                                    | Серебро            | Бронза                                                                           | Бронза             |
| -------------------------------------------------------------- | -------------------------------------------------------------------------------- | ------------------ | -------------------------------------------------------------------------- | ------------------ | -------------------------------------------------------------------------------- | ------------------ |
| 100 м (ветер: −0,6 м/с)                                        | Франц-Петер Хофмайстер ФРГ                                                       | 10,61              | Доминик Шовело Франция                                                     | 10,65              | Жан-Поль Дюбюйссон Франция                                                       | 10,73              |
| 200 м (ветер: −8,0 м/с)                                        | Франц-Петер Хофмайстер ФРГ                                                       | 21,49              | Александр Жидких СССР                                                      | 21,80              | Сергей Коровин СССР                                                              | 21,80              |
| 400 м                                                          | Питер Бивен Великобритания                                                       | 47,11              | Ульрих Райх ФРГ                                                            | 47,36              | Андреас Шайбе ГДР                                                                | 47,65              |
| 800 м                                                          | Ханс-Хеннинг Олерт ГДР                                                           | 1.50,96            | Владимир Зимин СССР                                                        | 1.51,39            | Ульрих Койфнер ГДР                                                               | 1.51,41            |
| 1500 м                                                         | Клаус-Петер Юстус ГДР                                                            | 3.51,39            | Пауль-Хайнц Велльман ФРГ                                                   | 3.51,79            | Франсиско Морера Испания                                                         | 3.52,48            |
| 3000 м                                                         | Эрман Миньон Бельгия                                                             | 8.08,73            | Джон Боггис Великобритания                                                 | 8.10,43            | Юрий Корченков СССР                                                              | 8.11,15            |
| Эстафета 4×100 м                                               | СССР · Валерий Подлужный · Александр Жидких · Владимир Ловецкий · Сергей Коровин | 40,18              | Франция · Мишель Лимузен · Патрик Дерош · Жан-Поль Дюбюйссон · Филипп Леру | 40,27              | ФРГ Манфред Шуман Томас ван Виккерен Михаэль ван Виккерен Франц-Петер Хофмайстер | 40,55              |
| Эстафета 4×400 м                                               | СССР · Евгений Гавриленко · Николай Корнеушкин · Дмитрий Стукалов · Семён Кочер  | 3.11,2             | Франция · Клод Дюмон · Патрик Сальвадор · Даниэль Рау · Лионель Малингр    | 3.11,5             | ФРГ Ульрих Райх Йоханнес Дикхут Бернд Херрман Вольфганг Друшки                   | 3.11,7             |
| 110 м с барьерами (высота барьеров: 106,7 см) (ветер: 0,0 м/с) | Бервин Прайс Великобритания                                                      | 14,21              | Мирослав Водзиньский Польша                                                | 14,22              | Клаус Фидлер ГДР                                                                 | 14,22              |
| 400 м с барьерами                                              | Дмитрий Стукалов СССР                                                            | 50,30              | Жан-Пьер Перро Франция                                                     | 50,45              | Евгений Гавриленко СССР                                                          | 50,72              |
| 2000 м с препятствиями                                         | Бронислав Малиновский Польша                                                     | 5.44,00            | Юхани Хухтинен Финляндия                                                   | 5.45,48            | Элек Шари Венгрия                                                                | 5.45,48            |
| Ходьба на 10 000 м                                             | Лутц Липовски ГДР                                                                | 43.35,6            | Петер Шустер ФРГ                                                           | 44.02,0            | Михаил Алексеев СССР                                                             | 44.19,4            |
| Прыжок в высоту                                                | Иржи Палковский Чехословакия                                                     | 2,18 м             | Чаба Доса Румыния                                                          | 2,16 м             | Ференц Доци Венгрия                                                              | 2,06 м             |
| Прыжок с шестом                                                | Франсуа Траканелли Франция                                                       | 5,20 м             | Серж Лефевр Франция                                                        | 4,80 м             | Ромуальд Муравский Польша                                                        | 4,80 м             |
| Прыжок в длину                                                 | Валерий Подлужный СССР                                                           | 7,87 м (+8,3 м/с)  | Жак Руссо Франция                                                          | 7,81 м (+3,2 м/с)  | Ненад Стекич Югославия                                                           | 7,75 м (+7,2 м/с)  |
| Тройной прыжок                                                 | Валерий Подлужный СССР                                                           | 16,25 м (+5,6 м/с) | Анатолий Голубцов СССР                                                     | 16,05 м (+4,0 м/с) | Габор Катона Венгрия                                                             | 16,03 м (+7,6 м/с) |
| Толкание ядра (вес снаряда: 7,26 кг)                           | Вольфганг Бартель ФРГ                                                            | 18,10 м            | Манфред Кайзер ГДР                                                         | 17,40 м            | Ян Скоупи Чехословакия                                                           | 17,11 м            |
| Метание диска (вес снаряда: 2 кг)                              | Александр Нажимов СССР                                                           | 54,18 м            | Лотар Шлаге ГДР                                                            | 53,96 м            | Пал Сауэр Венгрия                                                                | 53,00 м            |
| Метание молота (вес снаряда: 7,26 кг)                          | Тодор Манолов Болгария                                                           | 65,16 м            | Алексей Спиридонов СССР                                                    | 64,88 м            | Сергей Коробов СССР                                                              | 64,32 м            |
| Метание копья                                                  | Аймо Пуска Финляндия                                                             | 76,98 м            | Александр Макаров СССР                                                     | 74,92 м            | Вольфганг Ханиш ГДР                                                              | 73,22 м            |
| Десятиборье                                                    | Александр Блиняев СССР                                                           | 7632 очка          | Эберхард Штрот ФРГ                                                         | 7584 очка          | Франк Нюссе Нидерланды                                                           | 7129 очков         |

### Юниорки
| Дисциплина                          | Золото                                                                | Золото            | Серебро                                                                   | Серебро           | Бронза                                                                            | Бронза            |
| ----------------------------------- | --------------------------------------------------------------------- | ----------------- | ------------------------------------------------------------------------- | ----------------- | --------------------------------------------------------------------------------- | ----------------- |
| 100 м (ветер: −4,1 м/с)             | Хелена Кернер Польша                                                  | 12,10             | Андреа Линч Великобритания                                                | 12,19             | Хелен Голден Великобритания                                                       | 12,23             |
| 200 м (ветер: −5,2 м/с)             | Хелен Голден Великобритания                                           | 24,34             | Аннегрет Кронигер ФРГ                                                     | 24,64             | Вероник Гранрьё Франция                                                           | 24,72             |
| 400 м                               | Моника Церт ГДР                                                       | 54,00             | Божена Зентарская Польша                                                  | 54,61             | Бригитте Роде ГДР                                                                 | 55,07             |
| 800 м                               | Вальтрауд Пёланд ГДР                                                  | 2.05,29           | Сильвия Шенк ФРГ                                                          | 2.05,30           | Галина Вайнгартен СССР                                                            | 2.06,45           |
| 1500 м                              | Катарина Клаусницер ГДР                                               | 4.24,17           | Кристин Хаскетт Великобритания                                            | 4.27,16           | Ольга Двирна СССР                                                                 | 4.28,37           |
| Эстафета 4×100 м                    | Польша · Анеля Шуберт · Эльжбета Новак · Уршуля Сошка · Хелена Кернер | 45,26             | ФРГ Лизель Бёмельбург Аннегрет Кронигер Эллен Вальтер Эльвира Шпрингсгут  | 45,27             | ГДР · Эвелин Кауфер · Эллен Штропаль · Марион Вагнер · Моника Майер               | 45,47             |
| Эстафета 4×400 м                    | ГДР · Бригитте Роде · Ренате Мардер · Бригитте Улльман · Моника Церт  | 3.40,2            | Польша · Анеля Шуберт · Кристина Лех · Данута Гонская · Божена Зентарская | 3.44,0            | Швеция · Рагнхильд Скоог · Маргарета Ларссон · Гунхильд Скоог · Моника Бергендаль | 3.46,7            |
| 100 м с барьерами (ветер: −1,4 м/с) | Гражина Рабштын Польша                                                | 14,06             | Моника Хис ГДР                                                            | 14,11             | Маргарет Ляйдель ФРГ                                                              | 14,51             |
| Прыжок в высоту                     | Мике ван Дорн Нидерланды                                              | 1,74 м            | Светлана Гонтковская СССР                                                 | 1,74 м            | Ренате Гертнер ФРГ                                                                | 1,74 м            |
| Прыжок в длину                      | Ярмила Ныгрынова Чехословакия                                         | 6,27 м (+8,6 м/с) | Мойра Уоллс Великобритания                                                | 6,26 м (+4,5 м/с) | Бригитте Гёрс ФРГ                                                                 | 6,03 м (+2,6 м/с) |
| Толкание ядра                       | Габриэле Мориц ГДР                                                    | 16,91 м           | Биргит Пальцкилль ФРГ                                                     | 16,56 м           | Маргитта Лудевиг ГДР                                                              | 15,98 м           |
| Метание диска                       | Клара Подьор Венгрия                                                  | 48,26 м           | Мария Илли Румыния                                                        | 47,76 м           | Ирина Сапронова СССР                                                              | 47,50 м           |
| Метание копья                       | Жаклин Тодтен ГДР                                                     | 55,20 м           | Кристин Шмидт ГДР                                                         | 53,08 м           | Инара Ошиня СССР                                                                  | 52,36 м           |
| Пятиборье                           | Моника Пайкерт ГДР                                                    | 4578 очков        | Ирена Витане СССР                                                         | 4482 очка         | Флоранс Пико Франция                                                              | 4422 очка         |

## Медальный зачёт
Медали в 35 дисциплинах лёгкой атлетики завоевали представители 16 стран-участниц.
 Принимающая страна
| Место | Страна         | Золото | Серебро | Бронза | Всего |
| ----- | -------------- | ------ | ------- | ------ | ----- |
| 1     | ГДР            | 10     | 4       | 7      | 21    |
| 2     | СССР           | 7      | 7       | 9      | 23    |
| 3     | Польша         | 4      | 3       | 1      | 8     |
| 4     | ФРГ            | 3      | 8       | 5      | 16    |
| 5     | Великобритания | 3      | 4       | 1      | 8     |
| 6     | Чехословакия   | 2      | 0       | 1      | 3     |
| 7     | Франция        | 1      | 6       | 3      | 10    |
| 8     | Финляндия      | 1      | 1       | 0      | 2     |
| 9     | Венгрия        | 1      | 0       | 4      | 5     |
| 10    | Нидерланды     | 1      | 0       | 1      | 2     |
| 11    | Бельгия        | 1      | 0       | 0      | 1     |
| 11    | Болгария       | 1      | 0       | 0      | 1     |
| 13    | Румыния        | 0      | 2       | 0      | 2     |
| 14    | Испания        | 0      | 0       | 1      | 1     |
| 14    | Швеция         | 0      | 0       | 1      | 1     |
| 14    | Югославия      | 0      | 0       | 1      | 1     |
| Всего | Всего          | 35     | 35      | 35     | 105   |